# Service météorologique de l'Inde
Pour les articles homonymes, voir IMD.
Le Service météorologique de l'Inde,, ou indien, (anglais : India Meteorological Department), abrégé de l'anglais IMD, est un service gouvernemental d'Inde qui s'occupe des observations des données météorologiques, de la prévision du temps et de la surveillance des séismes. Le IMD fait également partie des centres météorologiques régionaux spécialisés de prévision des cyclones tropicaux de l'Organisation météorologique mondiale pour l'Océan Indien nord entre la mer d'Arabie et le golfe du Bengale. Le IMD fait actuellement partie du ministère des sciences de la Terre.

## Histoire
Les débuts de la météorologie en Inde remontent à l'Antiquité avec des discussions les processus de formation des nuages, de la pluie et des cycles saisonniers dans des écrits philosophiques datant de 3000 av. J.-C., tels que les Upanishads. L'Arthashastra de Kautilya, 300 ans avant notre ère, contient déjà des enregistrements de mesures scientifiques des précipitations et de son application aux revenus et aux secours du pays.
En 1686, Edmond Halley publia son traité sur la mousson d'été en Inde qu'il attribue à une inversion saisonnière des vents due au réchauffement différentiel entre la masse terrestre asiatique et celle de l'océan Indien. La Société asiatique de Calcutta, fondée en 1784 et étendue à Bombay en 1804, a promu l'étude de la météorologie en Inde. Les premiers observatoires météorologiques furent inaugurés en Inde par la Compagnie britannique des Indes orientales dont notamment l'Observatoire de Calcutta en 1785, l'Observatoire de Madras en 1796 et l' Observatoire Colaba en 1826. Plusieurs autres observatoires furent aussi créés au cours de la première moitié du XIXe siècle par divers gouvernements provinciaux. Henry Piddington a publié près de 40 articles traitant des tempêtes tropicales de Calcutta entre 1835 et 1855 dans The Journal of the Asiatic Society. Il a également inventé le terme cyclone et en 1842, il publia sa thèse historique : Laws of the Storms.
Après la dévastation d'un cyclone tropical particulièrement violent qui frappa Calcutta en 1864 et de famines en 1866 et 1871, à la suite d'un manque de pluie avec la mousson, le gouvernement britannique décida de regrouper les différents services météorologiques du sous-continent sous une même autorité. Henry Francis Blanford, frère du naturaliste William Thomas Blanford, devint ainsi le premier directeur général des observatoires indiens en 1875. Le quartier-général était à Calcutta, alors la capitale de l'Inde britannique, mais fut déménagé plus tard à Shimla, puis Pune et enfin à New Delhi.
Depuis ses débuts, l'IMD a progressivement étendu son infrastructure observationnelle, de communications, de prévisions et scientifique. À l'ère du télégraphe, les données d'observation ont pu être recueillies plus facilement et les avertissements disséminées rapidement. L'IMD est devenu plus tard la première organisation en Inde à disposer d'un ordinateur de commutation pour ses communications et l'un des premières organisations à utiliser un ordinateur dédié aux applications scientifiques. L'Inde a lancé son propre satellite géostationnaire, l'INSAT, en 1983 pour la surveillance météorologique continue de cette partie du globe et en particulier pour l'alerte cyclonique.

## Mandats
Le service est chargé de relever les données météorologiques terrestres, aérologiques et maritimes, de les disséminer et de prévoir leur évolution future pour le territoire national et les eaux limitrophes. En collaboration avec l'Indian Space Research Organisation, le IMD a développé et lancé une série de satellites météorologiques géostationnaires dans la série des Indian National Satellite System (INSAT) pour suivre l'évolution de l'atmosphère du sous-continent indien. C'est le premier service météorologique d'un pays en voie de développement à posséder un tel système. 
Le IMD fait également partie des centres météorologiques régionaux spécialisés de prévision des cyclones tropicaux de l'Organisation météorologique mondiale pour l'Océan Indien nord entre la mer d'Arabie et le golfe du Bengale. Il suit ainsi l'évolution de ces systèmes dans sa zone de responsabilité, les nomment et coordonne ses alertes cycloniques avec les autres pays de la région

## Organisation

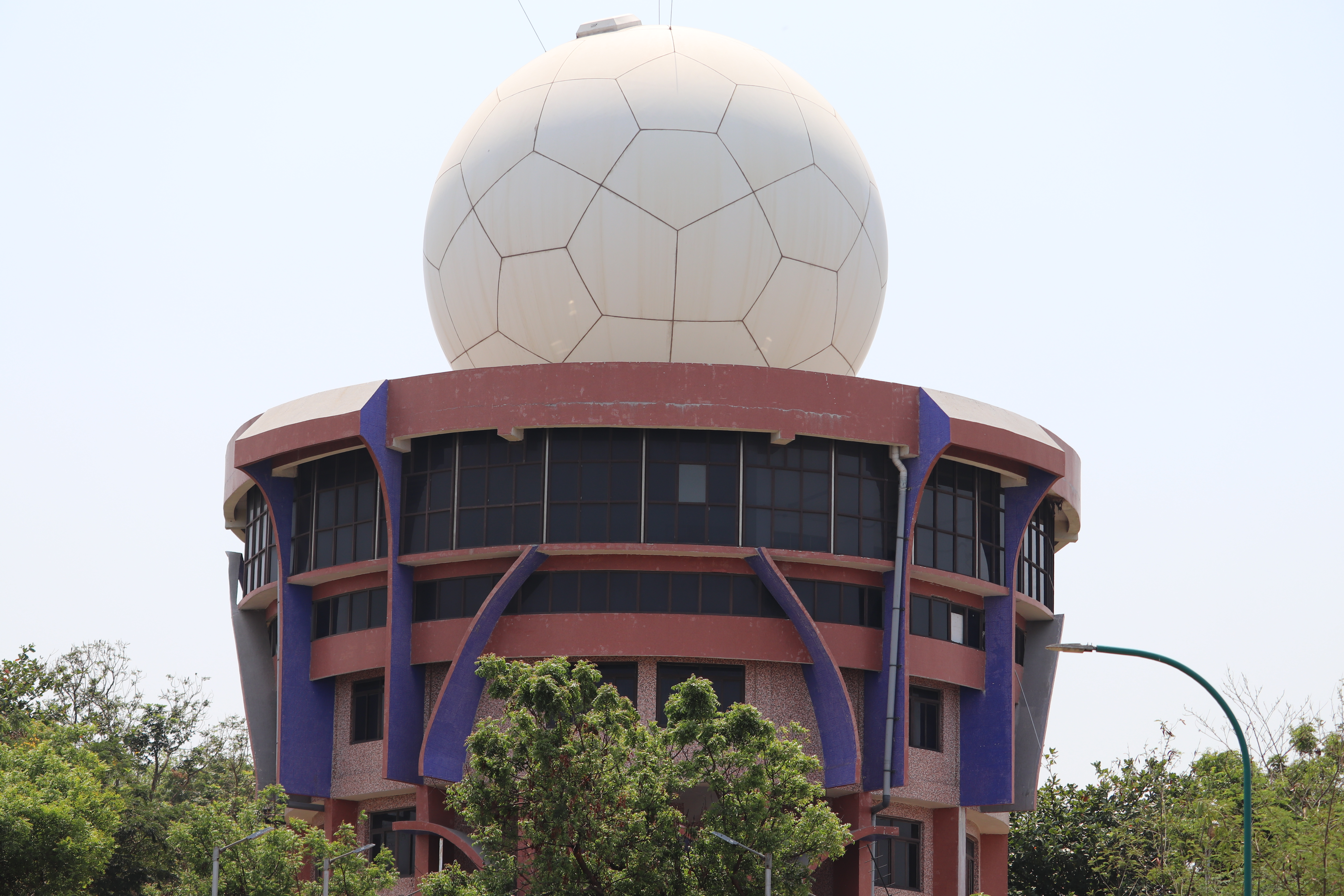
Radar météorologique de l'IMD.

Son siège social est situé à New Delhi. la capitale de l'Inde, où l'on retrouve la direction et les services centraux. Le IMD comporte également six centres régionaux à Mumbai (Bombay), Chennai (Madras), New Delhi, Kolkata (Calcutta), Nagpur et Guwahati, ainsi que des sous-centres dans chacune des capitales des États de l'Union indienne.
L'IMD compte les divisions suivantes, : 
- Météorologie agricole ;
- Météorologie aéronautique ;
- Climatologie ;
- Hydrométéorologie ;
- Instrumentation ;
- Télécommunication ;
- Centre météorologique régional spécialisé ;
- Positionnement astronomique ;
- Satellite météorologique ;
- Sismologie ;
- Formation ;

## Charte graphique
Le logo de l'IMD est connu sous deux versions :

logo avant 2011
logo depuis 2011